# Adriana Bouwman
Arijaantje Apersdr Bouman (Zevenhuizen, 7 september 1793 – Den Haag, 1 mei 1813), ook wel Adriana Bouwman genoemd, was een Nederlandse dienstmeid die wegens brandstichting en diefstal tijdens de Franse bezetting van Nederland ter dood veroordeeld werd. Zij is een van de weinige Nederlanders die door middel van de guillotine terechtgesteld zijn: voor zover bekend is zij in Den Haag de tweede en laatste persoon die op deze manier ter dood gebracht werd. Haar zaak kreeg dan ook enige aandacht.

## Biografie
Over het leven van Arijaantje Bouman is vrij weinig bekend. Ze werd geboren in Zevenhuizen (ZH) als dochter van Aper Bouman en Maria van Spanje. Aper Bouwman, weduwnaar van Lijntje de Knegt, en Maria van Spanje, jongedochter van Zevenhuizen, waren op 19 mei 1782 in Zevenhuizen getrouwd. Arijaantje had onder anderen een zus Hendriksie (1784-1835) en een zus Lena (1794-1862). Hun vader overleed in 1811; hij werd op 10 juli 1811 in Zevenhuizen begraven. Hun moeder overleed op 25 augustus 1813 in het Huis van Bewaring in Den Haag.
Arijaantje Bouman werkte als dienstmeid bij een boerderij in Nieuwerkerk aan den IJssel. Ze werd gearresteerd nadat zij op die boerderij had gestolen en vervolgens de boerderij in brand had gestoken. Arijaantje Bouman werd door het Hof van assisen van het departement der Monden van de Maas ter dood veroordeeld. Ze ging in beroep bij het Hof van Cassatie in Parijs, maar dit werd begin april verworpen. Arijaantje Bouman vroeg geen gratie aan bij de Keizer. Op 1 mei 1813, om kwart voor twaalf 's middags, werd zij op 19-jarige leeftijd in Den Haag onthoofd.

## Wetenswaardigheden
- Haar moeder Maria van Spanje werkte voor haar huwelijk in manskleding als matroos op oorlogsschepen van de Admiraliteit.
- De Aper Bouwmankade, in de wijk Nesselande in het Rotterdamse stadsdeel Prins Alexander, is vernoemd naar haar vader. De Aelbert van Spanjekade, in dezelfde wijk, is vernoemd naar haar oom.